# Фасис

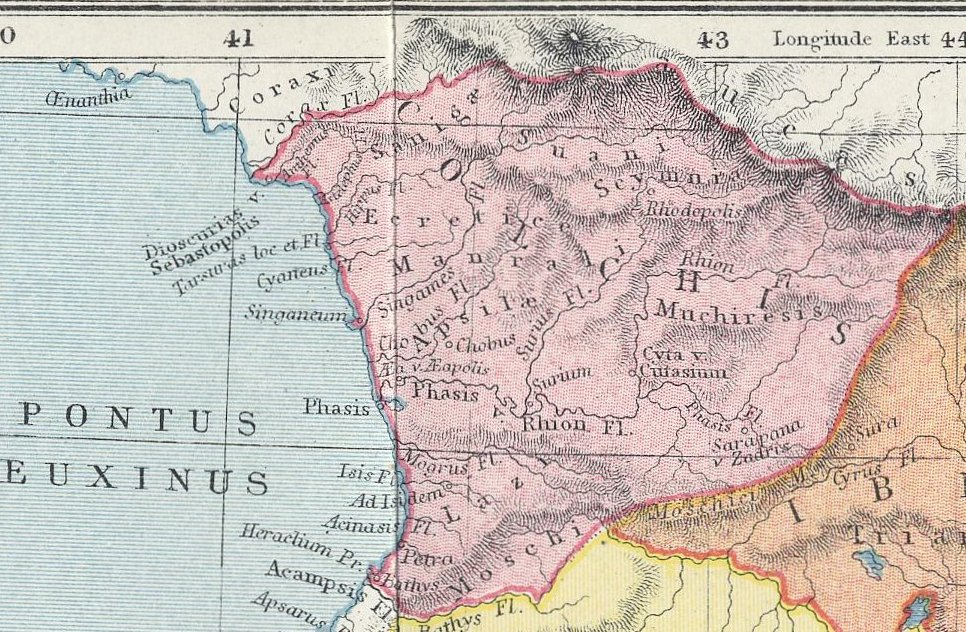
Фрагмент карты древнего Кавказа 1907 года, на которой изображен регион Колхиды.

Фасис (др.-греч. Φάσις, из протомегр. *Pʰatis) — основанная в VI веке до н. э. милетская колония в устье одноимённой реки на побережье Колхиды (неподалёку от современного Поти, Грузия), точная локализация неизвестна.
Первый эпиграфический памятник — круглая серебряная чаша с надписью «Я принадлежу Аполлону-Предводителю, что в Фасисе» (Απόλλωνος Ήγεμόνος είμ τõμ Φάσι), найденная в Зубовском хуторе на Кубани датируется концом V — началом IV века до н. э., в письменных источниках ранние упоминания относятся к концу V—IV вв.: Фасис упоминается у Платона в диалоге «Федон» как метафора крайнего востока ойкумены и как «эллинский город Фасис» у Скилика Кариандского (IV в. до н. э.). Также упоминается Овидием: «Фасианский венец погубил молодую супругу» (Овидий, «Ибис», 603), намекая, что Медея прислала пылающий свадебный венец Креусе, невесте Ясона. В поэме Валерия Флакка «Аргонавтика» один из противников скифского царя Колакса, которого он убил копьём, назван Тидр Фасианский.
Страбон в своей «Географии» упоминает Фасис — «торговый центр колхов, ограждённый, с одной стороны, рекой, с другой — озером, с третьей — морем», причём в описании черноморского побережья Фасис выступает одним из пунктов, от которых отсчитываются расстояния, упоминается также, что Фасис был отправным пунктом при походе Митридата Евпатора при его изгнании в Боспор.
Фасис, будучи гаванью, был также отправной точкой транскавказского торгового пути, идущего от моря по судоходной реке Фасис к Сурамскому перевалу и далее во внутренние районы Закавказья.
В римское время Фасис считался северным рубежом владений (Боспорское царство, расположенное севернее, хотя и входило в сферу римского влияния, но было независимым от Римской империи) и был крепостью с постоянным гарнизоном, статус в III веке н. э. неизвестен, однако, Зосим в «Новой истории» сообщает, что во время «Скифской войны» III века готы, получившие боспорские суда, безуспешно пытались взять святилище Фасианской Артемиды.
С усилением Лазского царства в IV—V веках н. э. Фасис, вероятно, становится лазским владением; Прокопий Кесарийский сообщает об интенсивной внешней морской торговле Лазики, осуществлявшейся, вероятно, через Фасис.
Во время Лазской войны между Византией и Сасанидским Ираном (540–562 гг.) персидская армия осадила город, но не смогла его взять. 
После принятия христианства Фасис стал кафедрой греческой епархии, один из епископов которой, Кир, стал патриархом Александрии между 630 и 641 гг.. C VI века Фасис — резиденция митрополита Лазики.